# Drosophila frotapessoai
Drosophila frotapessoai är en tvåvingeart som beskrevs av Vilela och Gerhard Bächli 1990. Drosophila frotapessoai ingår i släktet Drosophila och familjen daggflugor.

## Utbredning
Artens utbredningsområde är Peru.